# 채드 에버렛

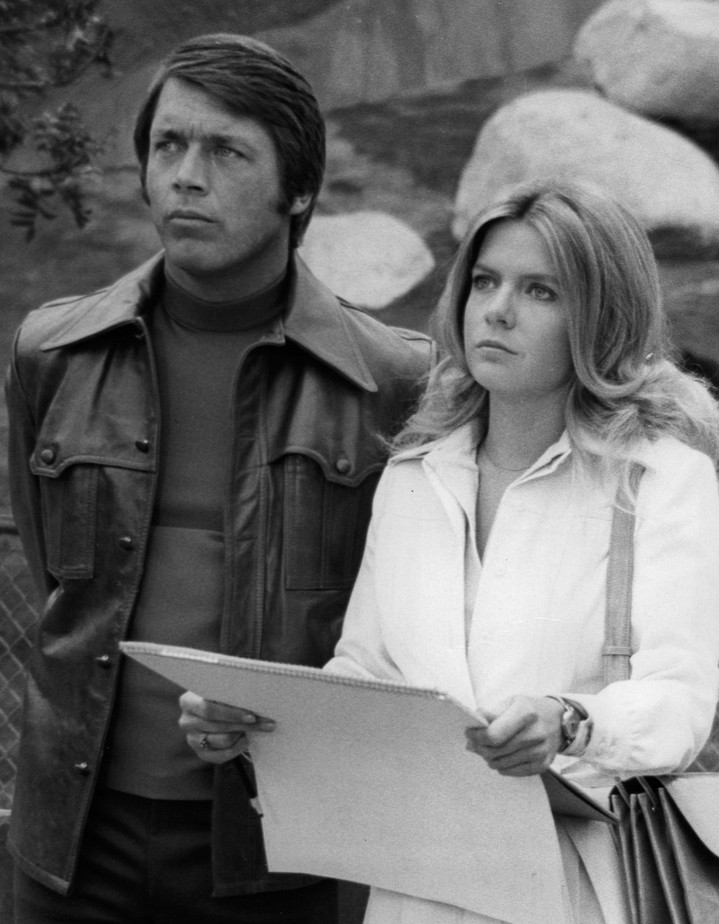

채드 에버렛(Chad Everett, 1937년 6월 11일 ~ 2012년 7월 24일)은 미국의 배우, 성우이다.
사우스벤드에서 태어났으며 로스앤젤레스에서 사망하였다. 사인은 폐암이다.

## 출연 작품
- 브레이크 (2009년)
- 팁토즈 (2003년)
- 뷰 프럼 더 탑 (2003년)
- 헬로우 프랭크 (2002년)
- 멀홀랜드 드라이브 (2001년) - 지미 캐츠 역
- 프리 폴 (1999년)
- 할리퀸 - 진실 게임 (1998년)
- 싸이코 (1998년) - 톰 캐시디 역
- 시빌 (1995년)
- 위험 지대 (1994년)
- 위험한 살인 (1989, The Jigsaw Murders)
- 썬더보트 (1989년)
- 지옥에서 온 게릴라 (1989년)
- 도박꾼(영어판) (1985년)
- 에어플레인 2 (1982년)
- 더 인트루더 위딘 (1981년)
- 임파서블 이어스 (1968년)
- 전쟁 영웅의 공포 (1967년)
- 싱잉 넌 (1965년)
- 연애센터 (1962년)
- 더 채프먼 리포트 (1962)

### 텔레비전
- 사랑의 유람선 (1977년)
- 닥터 게논 (1969년)
- 선셋 77번가 (1958년)